# غفساي
غفساي هي مدينة تابعة لإقليم تاونات في جهة فاس مكناس في شمال المغرب. وتقع في مقدمة جبال الريف. بلغ عدد سكان المدينة حسب الإحصاء العام للسكان والسكنى لسنة 2014 6,361 نسمة.

## الجغرافيا
تقع جبال غفساي في المغرب في شمال البلاد. تم فيها اكتشاف أماكن الحشيش وتصنيعة.

## الأعلام
هذه قائمة بمشاهير المدينة؛ مع ملاحظة أن بعض الأسماء مولودة في فاس أو النواحي لكنّ أصولهم تعودُ لمدينة غفساي:
- حسن الشرفي: مسؤول سامي في وزارة الداخلية، شغل مناصب إدارية مختلفة.
- محمد مجاهد: طبيب وسياسي وأحد مؤسّسي الحزب الاشتراكي الموحَّد.
- أحمد المرزوقي: ضابط سابق و معتقل سياسي.

## وصلات خارجية
- (فيديو) معاناة أطفال منطقة غفساي (قناة الجزيرة) على يوتيوب
- (فيديو) زراعة مخدر الحشيش في غفساي (قناة الجزيرة) على يوتيوب
- (فيديو) حياة المرأة في منطقة غفساي (قناة الجزيرة) على يوتيوب